# Yuki Tsunoda
Yuki Tsunoda (Kanagawa, Japó; 11 de maig de 2000) és un pilot d'automobilisme japonès. El 2018 va guanyar el Campionat del Japó de Fórmula 4 i va ser tercer del Campionat de Fórmula 2 de la FIA el 2020 com a membre de l'Equip Júnior de Red Bull. Des del 2021 va competir a la Fórmula 1 amb l'Scuderia AlphaTauri fins al 2023, després d'una reestructuració de l'equip el 2024 corre amb l'equip RB Formula One Team.

## Carrera

### Inicis
La seva carrera va començar el 2005 als 4 anys, corrent amb karts. El 2010 va participar en la categoria Junior del Campionat JAF All Japan Kart. El 2013, va guanyar un campionat de karts regional. Al JAF All Japan Kart Championship de 2015, va ocupar el segon lloc.
El pilot japonès va debutar en monoplaces el 2016 quan va participar el penúltim cap de setmana de carrera del Campionat Japonès de Fórmula 4 a Suzuka, on va córrer per al Sutekina Racing Team. Va quedar segon i quart en les curses, classificant-se setzè del campionat amb 30 punts. Va continuar actiu en aquest campionat el 2017, però en l'equip Honda Formula Dream Project (Motopark Academy). Va guanyar tres curses al Circuit Internacional d'Okayama, al Circuit de Fuji i a Suzuka. Amb 173 punts, va quedar tercer darrere de Ritomo Miyata i Ukyo Sasahara.
El 2018, Yuki Tsunoda es va mantenir a la Fórmula 4 Japonesa. A l'inici de la temporada, va guanyar cinc carreres seguides a Okayama, Fuji (dues vegades) i Suzuka (dues vegades). En la resta de la temporada va guanyar als circuits de Sportsland SUGO i Twin Ring Motegi. No va ser fins l'última cursa de la temporada, a Motegi, que Tsunoda va ser nomenat campió després d'una llarga lluita amb el seu company d'equip Teppei Natori.

### Fórmula 3

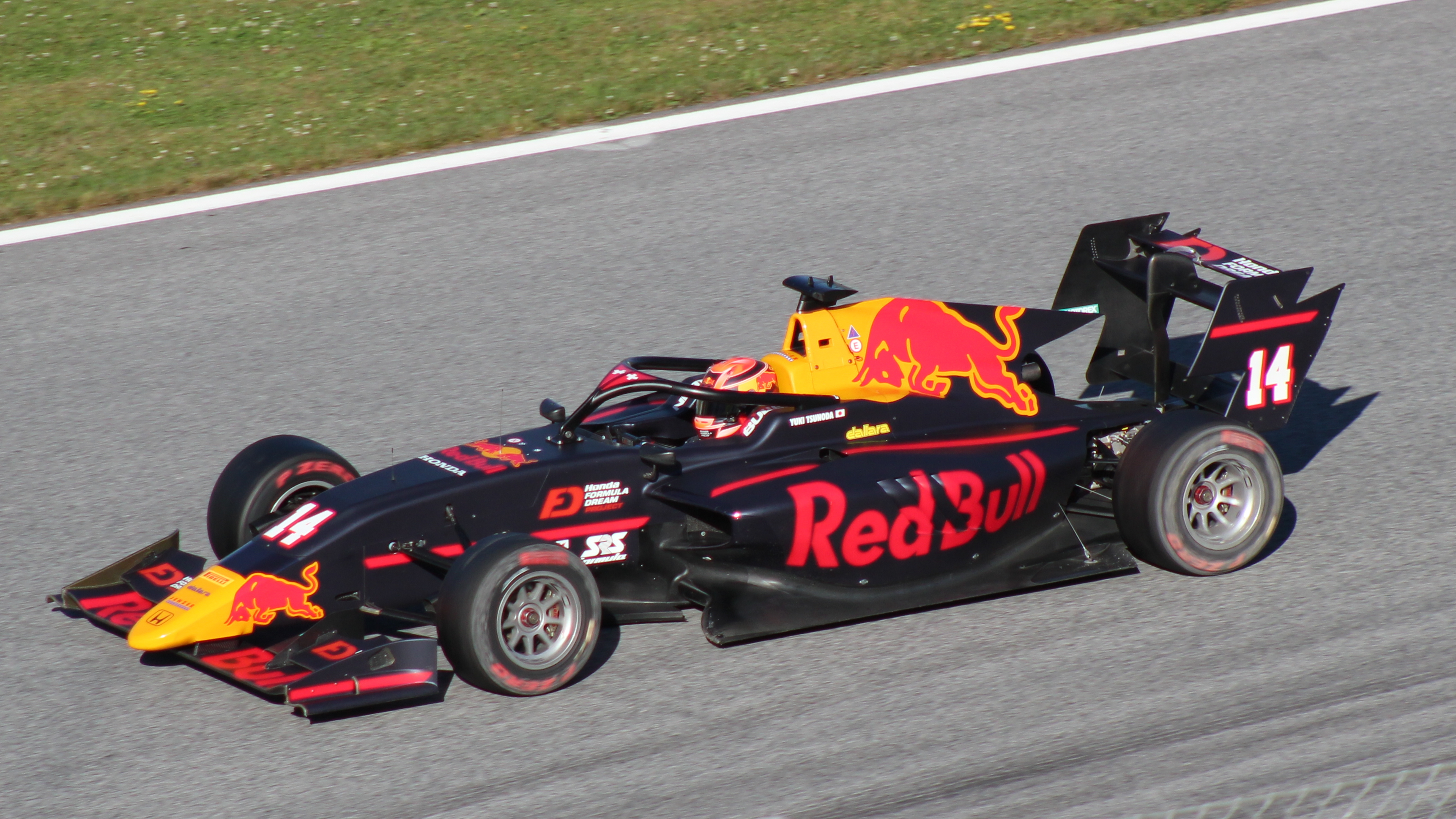
Tsunoda en la F3 a Spielberg.

El 2019, Yuki Tsunoda va debutar al nou Campionat de Fórmula 3 de la FIA, amb l'equip Jenzer Motorsport. També va ser cridat al Red Bull Junior Team, el programa d'entrenament de l'equip Red Bull Racing de Fórmula 1, com a part de la nova relació de l'equip amb Honda.
Va ser novè a la F3 amb tres podis i una victòria a Monza. Per altra banda, va quedar quart a l'Eurofórmula Open (faltant a dues rondes), amb tres podis i una victòria.

#### Gran Premi de Macau

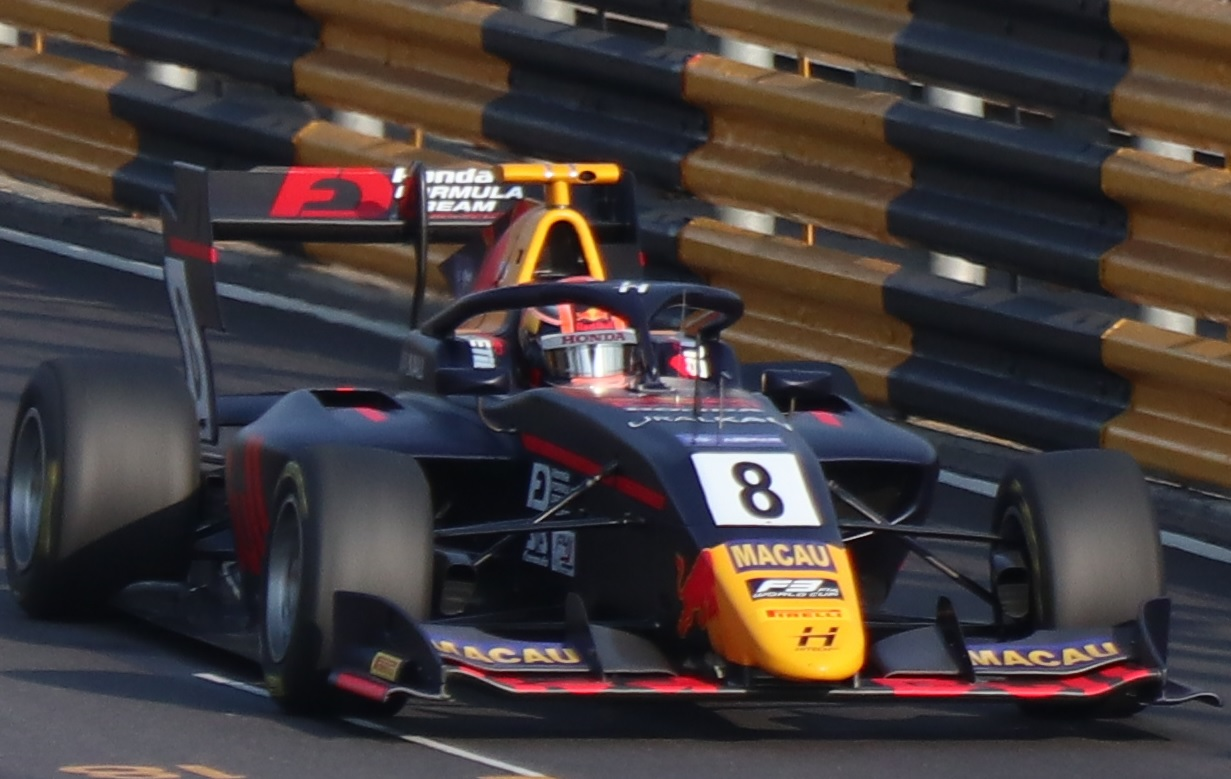
Tsunoda al Gran Premi de Macau en 2019.

Tsunoda va participar en la 66a edició del Gran Premi de Macau. En la classificació, el pilot va col·lidir en un revolt al final de la classificació, causant la sortida del cotxe de seguretat. Va ser penalitzati va perder tres posicions, iniciant la cursa en 23è lloc. En competició, va finalitzar 11è, a una distància de 15 segons del guanyador Richard Verschoor.

### Fórmula 2
L'any següent ingressà a la Fórmula 2 amb l'equip Carlin. A la segona ronda de Spielberg, va obtenir la pole position per a la carrera llarga i acabà segon en aquesta cursa. Dos grans premis més endavant, a Silverstone 1, el japonés també va arribar al podi. Yuki Tsunoda va guanyar per primer cop en Fórmula 2 a la carrera curta de Silverstone 2 i ho va repetir a Spa, on va tenir una aferrissada disputa amb Nikita Mazepin, que va ser penalitzar amb 5 segons per forçar Tsunoda a sortir de pista. Va finalitzar la temporada en el tercer lloc de la classificació general.

### Fórmula 1
Des de 2019, Yuki Tsunoda és membre de l'equip Junior de Red Bull. L'agost de 2020, el director esportiu de l'Scuderia AlphaTauri, Franz Tost, va anunciar que el pilot japonès participaria als tests de post-temporada al circuit Yas Marina. Dos mesos després, es va confirmar que conduiria el Toro Rosso STR13 a l'Autòdrom d'Enzo e Dino Ferrari amb l'objectiu d'aconseguir els 300 quilòmetres per obtenir la Superllicència de la FIA. En aquella prova va completar un total de 352 quilòmetres.

#### AlphaTauri (2021-2023)

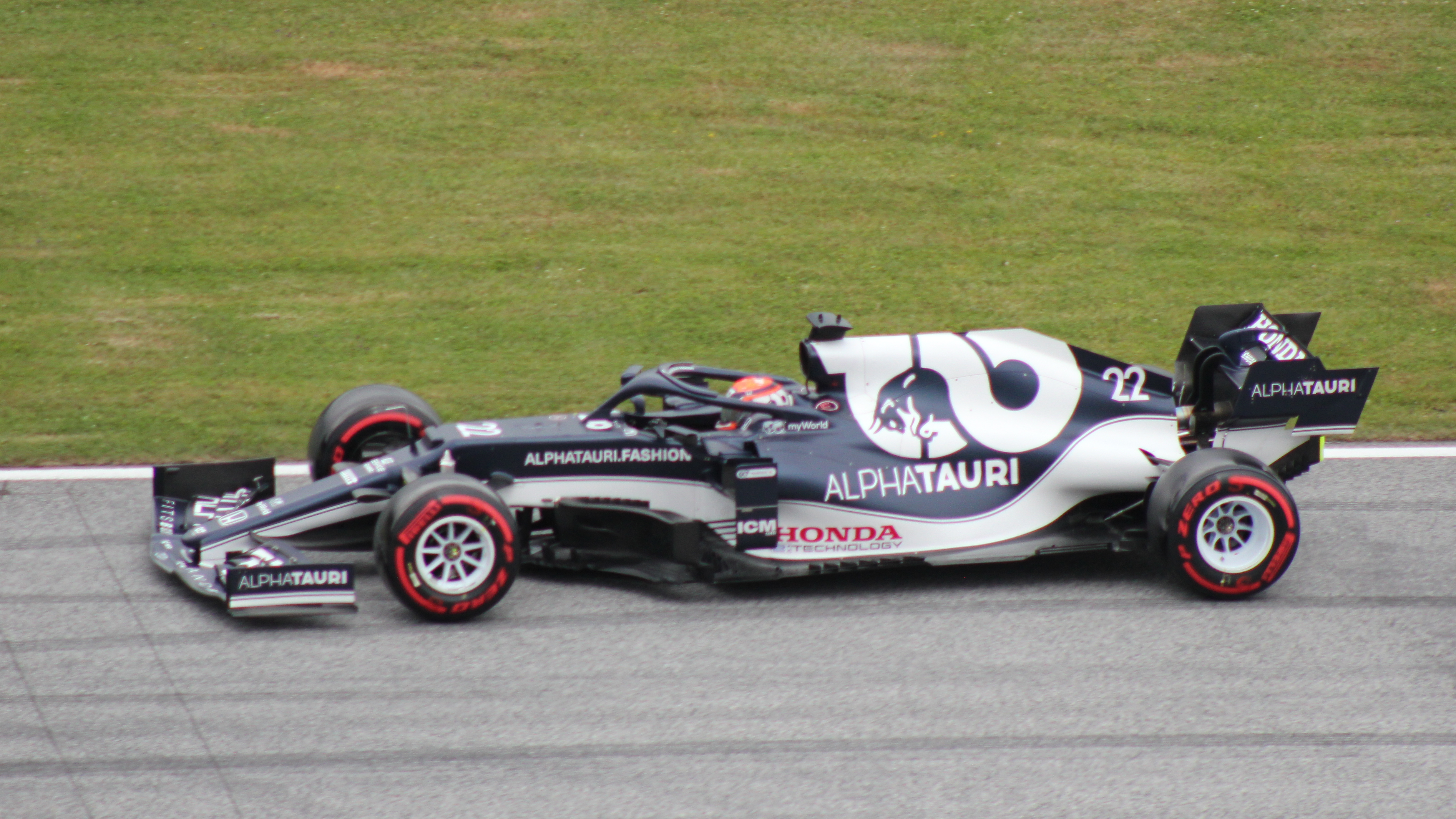
Tsunoda amb el AT02 al Gran Premi d'Àustria del 2021.

El 16 de desembre de 2020, es va confirmar el fitxatge del pilot japonès per l'escuderia italiana AlphaTauri per disputar la temporada 2021. Un dia abans, es van disputar els entrenaments post-temporada amb aquest equip, establint el cinquè millor temps de la sessió. El pilot va substitui Danill Kviat, utilitzarà el número 22, que havia lluït històricament Jenson Button fins a l'any 2017 i correrà juntament amb el francès Pierre Gasly a l'equip. En el seu primer gran premi a Bahrain, Tsunoda va classificar en 13è lloc i, en la cursa, finalitzà 9è, aconseguint 2 punts en el seu debut en la categoria, inclòs, rebent elogis del director tècnic i també d'un dels noms més importants de la història de la Fórmula 1, Ross Brawn que va afirmar que el japonès és "el millor debutant de la Fórmula 1 en anys". Més en les properes quatre curses, el pilot no anotarà punts, inclosa una retirada al GP d'Espanya per problemes elèctrics. Més a l'Azerbaidjan, Yuki va aconseguir classificar al Q3, però acaba estavellant-se en una de les corbes, provocant el final de la classificació amb banderes vermelles. En la cursa, el pilot torna a anotar punts, arribant al setè lloc, i també a Estiria i Gran Bretanya, on en ambdues acabarà en la 10a posició.
A Hongria, Tsunoda classifica en setze lloc, mantenint-se al Q1, més a l'inici de la cursa, amb la confusió amb diversos xocs i abandonaments d'altres cotxes sota la pluja, Tsunoda salta endavant, sense cap dany al cotxe, mantenint-se entre els 10 primers de la graella fins al final, arribant al setè lloc, més degut a la desqualificació de Sebastian Vettel que va acabar segon, el pilot puja a la sisena posició, aconseguint el seu millor resultat així lluny. Durant les cinc curses següents, Yuki no suma punts, inclòs s'enfronta a problemes mecànics amb el cotxe als Grans Premis d'Holanda i Itàlia, que van provocar dues retirades seguides, una per fallada de la unitat de potència i l'altra per problemes de frens, on no va aconseguir llargar, més amb destac a Turquia, on acaba en 14è, però aguanta durant unes voltes el líder del campionat Lewis Hamilton, que al final de la cursa arriba cinquè. El pilot torna a marcar punts al GP dels Estats Units, on va finalitzar en 9é, i a l'Mèxic, Yuki es retira després de causar una col·lisió amb Esteban Ocon a l'inici de la cursa i al Abu Dhabi, el Gran Premi final de la temporada, el pilot classifica en 8è, i en la carrera, va mantenir la seva posició a la primera volta de la graella i va fer bons avançaments, sumant-se al fet que alguns dels primers van tenir problemes durant la cursa, Tsunoda gairebé va arribar al podi, acabant en quarta posició i aconseguint la seva millor posició en la primera temporada a la categoria. Yuki finalitza el campionat en 14è lloc, somant 32 punts.
Al 7 de setembre, en la semana del Gran Premi d'Itàlia del 2021, l'AlphaTauri confirma que Tsunoda, juntament amb Pierre Gasly, continuaran en 2022 i 2023 a la escuderia italiana. Seguirà corrent per a aquest equip el 2024, que canviarà de nom a RB.

#### RB Formula One Team(2024-)
Finalment el 24 de gener de 2024, va ser confirmat el nou nom per a l'escuderia AlphaTauri: «RB Formula One Team». La corporació de serveis financers Visa i l'aplicació de pagament mòbil Cash App es van unir com a patrocinadors principals.

## Resumen de la carrera esportiva
| Temporada | Categoria                        | Equip                       | Curses          | Victòries       | Poles           | VR              | Podis           | Punts           | Pos.            |
| --------- | -------------------------------- | --------------------------- | --------------- | --------------- | --------------- | --------------- | --------------- | --------------- | --------------- |
| 2016      | Campionat del Japó de Fórmula 4  | Sutekina Racing Team        | 2               | 0               | 0               | 0               | 1               | 30              | 16.º            |
| 2017      | Campionat del Japó de Fórmula 4  | Honda Formula Dream Project | 14              | 3               | 2               | 1               | 6               | 173             | 3.º             |
| 2018      | Campionat del Japó de Fórmula 4  | Honda Formula Dream Project | 14              | 7               | 8               | 4               | 11              | 245             | 1.º             |
| 2019      | Eurofórmula Open                 | Motopark                    | 14              | 1               | 0               | 3               | 6               | 151             | 4.º             |
| 2019      | Campionat de Fórmula 3 de la FIA | Jenzer Motorsport           | 16              | 1               | 0               | 1               | 3               | 67              | 9.º             |
| 2019      | Gran Premi de Macau              | Hitech Grand Prix           | 1               | 0               | 0               | 0               | 0               | N/A             | 11.º            |
| 2020      | Toyota Racing Series             | M2 Competition              | 15              | 1               | 0               | 0               | 3               | 257             | 4.º             |
| 2020      | Campionat de Fórmula 2 de la FIA | Carlin                      | 24              | 3               | 1               | 1               | 7               | 200             | 3.º             |
| 2020      | Fórmula 1                        | Scuderia AlphaTauri Honda   | Pilot de proves | Pilot de proves | Pilot de proves | Pilot de proves | Pilot de proves | Pilot de proves | Pilot de proves |
| 2021      | Fórmula 1                        | Scuderia AlphaTauri Honda   | 22              | 0               | 0               | 0               | 0               | 32              | 14.º            |
| 2022      | Fórmula 1                        | Scuderia AlphaTauri         |                 |                 |                 |                 |                 |                 |                 |
| 2023      | Fórmula 1                        | Scuderia AlphaTauri         |                 |                 |                 |                 |                 |                 |                 |
| 2024      | Fórmula 1                        | RB Formula One Team         |                 |                 |                 |                 |                 |                 |                 |
| Font:     |                                  |                             |                 |                 |                 |                 |                 |                 |                 |

## Resultats

### Campionat de Fórmula 4 Japonesa
(Clau) (negreta indica pole position) (cursiva indica volta ràpida)
| Any  | Equip                       | 1         | 2       | 3         | 4        | 5       | 6       | 7        | 8         | 9       | 10       | 11      | 12       | 13      | 14      | Pos. | Punts |
| ---- | --------------------------- | --------- | ------- | --------- | -------- | ------- | ------- | -------- | --------- | ------- | -------- | ------- | -------- | ------- | ------- | ---- | ----- |
| 2016 | Sutekina Racing             | OKA 1     | OKA 2   | FUJ1 1    | FUJ1 2   | SUG 1   | SUG 2   | FUJ2 1   | FUJ2 2    | FUJ2 3  | SUZ 1 2  | SUZ 2 4 | MOT 1    | MOT 2   | MOT 3   | 16è  | 30    |
| 2017 | Honda Formula Dream Project | OKA 1 3   | OKA 2 1 | FUJ1 1 11 | FUJ1 2 5 | AUT 1 9 | AUT 2   | SUG 1 5  | SUG 2 Ret | FUJ2 1  | FUJ2 2 4 | SUZ 1   | SUZ 2 3  | MOT 1 8 | MOT 2 4 | 3r   | 173   |
| 2018 | Honda Formula Dream Project | OKA 1 Ret | OKA 2 1 | FUJ1 1    | FUJ1 2 1 | SUZ 1   | SUZ 2 1 | FUJ2 1 2 | FUJ2 2 3  | SUG 1 3 | SUG 2 1  | AUT 1 8 | AUT 2 11 | MOT 1   | MOT 2   | 1r   | 245   |

### Gran Premi de Macau
| Any  | Escuderia | Q  | QR | Pos. |
| ---- | --------- | -- | -- | ---- |
| 2019 | Hitech    | 21 | 16 | 11   |

### Fórmula 3
(Clau) (negreta indica pole position) (cursiva indica volta ràpida)
| Any  | Equip  | 1          | 2         | 3         | 4         | 5          | 6          | 7          | 8         | 9         | 10        | 11        | 12        | 13        | 14        | 15          | 16         | Pos. | Punts |
| ---- | ------ | ---------- | --------- | --------- | --------- | ---------- | ---------- | ---------- | --------- | --------- | --------- | --------- | --------- | --------- | --------- | ----------- | ---------- | ---- | ----- |
| 2019 | Jenzer | CAT FEA 10 | CAT SPR 9 | LEC FEA 7 | LEC SPR 9 | RBR FEA 16 | RBR SPR 11 | SIL FEA 14 | SIL SPR 7 | HUN FEA 9 | HUN SPR 6 | SPA FEA 6 | SPA SPR 2 | MNZ FEA 3 | MNZ SPR 1 | SOX FEA 12≠ | SOX SPR 25 | 9è   | 67    |

### Toyota Racing Series
(Clau) (negreta indica pole position) (cursiva indica volta ràpida)
| Any  | Equip          | 1       | 2       | 3       | 4        | 5       | 6     | 7       | 8        | 9     | 10      | 11      | 12      | 13      | 14      | 15      | Pos. | Punts |
| ---- | -------------- | ------- | ------- | ------- | -------- | ------- | ----- | ------- | -------- | ----- | ------- | ------- | ------- | ------- | ------- | ------- | ---- | ----- |
| 2020 | M2 Competition | HIG 1 5 | HIG 2 1 | HIG 3 4 | TER 1 11 | TER 2 7 | TER 3 | HMP 1 7 | HMP 2 16 | HMP 3 | PUK 1 4 | PUK 2 7 | PUK 3 4 | CCA 1 9 | CCA 2 7 | CCA 3 6 | 4t   | 257   |

### Fórmula 2
(Clau) (negreta indica pole position) (cursiva indica volta ràpida)
| Any  | Equip  | 1          | 2          | 3         | 4           | 5          | 6          | 7         | 8           | 9         | 10        | 11        | 12        | 13        | 14        | 15        | 16          | 17         | 18         | 19        | 20         | 21        | 22         | 23        | 24        | Pos. | Punts |
| ---- | ------ | ---------- | ---------- | --------- | ----------- | ---------- | ---------- | --------- | ----------- | --------- | --------- | --------- | --------- | --------- | --------- | --------- | ----------- | ---------- | ---------- | --------- | ---------- | --------- | ---------- | --------- | --------- | ---- | ----- |
| 2020 | Carlin | RBR FEA 18 | RBR SPR 11 | RBR FEA 2 | RBR SPR Ret | HUN FEA 16 | HUN SPR 18 | SIL FEA 3 | SIL SPR Ret | SIL FEA 6 | SIL SPR 1 | CAT FEA 4 | CAT SPR 4 | SPA FEA 1 | SPA SPR 9 | MNZ FEA 4 | MNZ SPR Ret | MUG FEA 16 | MUG SPR 19 | SOX FEA 2 | SOX SPR 6‡ | BHR FEA 6 | BHR SPR 15 | SKH FEA 1 | SKH SPR 2 | 3r   | 200   |

- ‡ Meitat dels punts van ser atorgats amb menys del 75% de la distància de la cursa.

### Fórmula 1
(Clau) (negreta indica pole position) (cursiva indica volta ràpida)
| Any   | Escuderia           | 1     | 2       | 3      | 4       | 5      | 6     | 7      | 8      | 9      | 10     | 11    | 12     | 13      | 14      | 15     | 16     | 17    | 18      | 19     | 20     | 21     | 22    | 23    | Pos. | Punts |
| ----- | ------------------- | ----- | ------- | ------ | ------- | ------ | ----- | ------ | ------ | ------ | ------ | ----- | ------ | ------- | ------- | ------ | ------ | ----- | ------- | ------ | ------ | ------ | ----- | ----- | ---- | ----- |
| 2021  | Scuderia AlphaTauri | BHR 9 | EMI 12  | POR 15 | ESP Ret | MON 16 | AZE 7 | FRA 13 | EST 10 | AUT 12 | GBR 10 | HON 6 | BEL 15 | PBA Ret | ITA NVC | RUS 17 | TUR 14 | EUA 9 | MEX Ret | SAO 15 | QAT 13 | ARB 14 | ABU 4 |       | 14è  | 20    |
| 2022* | Scuderia AlphaTauri | BHR 8 | ARB NVC | AUS 15 | EMI 7   | MIA -  | ESP - | MON -  | AZE -  | CAN -  | GBR -  | AUT - | HON -  | FRA -   | BEL -   | PBA -  | ITA -  | IND - | SIN -   | JAP -  | EUA -  | MEX -  | SAO - | ABU - | 12è* | 10*   |

- * Última Temporada.[27]
- ≠ El pilot no va acabar el Gran Premi, però es va classificar al completar el 90% de la distancia total.